# Yamaha TS
Yamaha TS är en typ av frontfjädring som introducerades 1980 på vissa Yamaha snöskotrar. Skillnaden mellan den och den tidigare bladfjädringen var att man kunde få en mycket längre fjädringsväg. Komforten ökades märkbart genom denna fjädring.
Yamaha övergav denna fjädringstyp mot vad de kallade Yamaha Pro Action Front Suspension i mitten av 90-talet. Den nya fjädringen var en variant av Polaris IFS-fjädring.